# 이덕용 (조선귀족)
이덕용(李德鎔, 1923년 4월 4일 ~ 1952년 9월 16일)은 일제강점기의 조선귀족으로, 본적은 경성부 계동이며 후작 이재각의 아들이다. 대한 황실의 후손으로 순종, 의친왕, 영선군 등과 같은 항렬이었으나 그는 조선의 멸망 후에 태어났다.
1935년 7월 15일 자신의 아버지인 이재각이 받았던 후작 작위를 승계받았으며, 1940년 경성공립직업전수과 기계과에 입학하였다. 졸업 후 1943년 4월 15일 일본 정부로부터 종5위에 서위되었다. 광복 이후인 1949년 8월 30일 반민족행위특별조사위원회에서 송치되어 조사를 받았다. 송치 직후인 8월 31일 불구속 기소 처분을 받았다. 이후의 행적은 알려지지 않았다. 그는 6.25 전쟁 직후인 1952년 9월 16일에 사망했다. 가족과 후손의 행방은 미상이다.
사후 친일파 708인 명단의 조선귀족 부문, 민족문제연구소의 친일인명사전 수록자 명단의 수작/습작 부문, 친일반민족행위진상규명위원회가 발표한 친일반민족행위 705인 명단에 모두 포함되었다.

## 가족 관계
- 친증조부 : 이도식(李道植), 선조의 9남 경창군 8대손.
- 양증조부 : 풍계군 이당(豊溪君 李瑭), 장조의 서장남 은언군(恩彦君)의 차남.
  - 조부 : 완평군 이승응(完平君 李昇應, 1836년 - 1909년), 선조의 9남 경창군 8대손 이도식(李道植)의 아들.
    - 백부 : 인양군 이재근(仁陽君 李載覲, 1857년 - 1896년)
    - 백부 : 이재현(李載現, 1870년 - ?년), 선조의 9남 경창군 생가의 숙부 이낙응(李洛應)에게 출계.
    - 숙부 : 예양정 이재규(禮陽正 李載規, 1877년 - ?)
- 아버지 : 이재각(李載覺, 1874년 - 1935년)
- 어머니 : 정부인 유씨(貞夫人 柳氏,1871년 9월 29일 - ?), 도사 유덕수의 딸
- 어머니(생모) : 이름 미상
- 부인 : 이름 미상

## 참고자료
- 친일반민족행위진상규명위원회 (2009). 〈이덕용〉. 《친일반민족행위진상규명 보고서 Ⅳ-12》. 서울. 365~367쪽.